# Ralph Molina
Ralph Molina (Puerto Rico, 22 de junio de 1943) es un músico estadounidense, conocido por su trabajo como batería del grupo Crazy Horse, banda de apoyo de Neil Young. 
Comenzó su carrera musical a comienzos de la década de 1960 con Danny & The Memories, un grupo de doo wop liderado por Danny Whitten que evolucionó hacia el rock con el nombre de The Rockets. Tras conocer a Young a finales de la década, el grupo se convirtió en la principal sección rítmica del músico en un elevado número de trabajos como Everybody Knows This Is Nowhere (1969), Rust Never Sleeps (1979), Ragged Glory (1990), Broken Arrow (1997) y Psychedelic Pill (2013), entre otros, que abarcan más de cuatro décadas de colaboración con el músico canadiense.

## Biografía

### Primeros años (1943-1960)
Ralph Molina nació en Puerto Rico el 22 de junio de 1943 y creció en el Lower East Side de Manhattan. Desde su infancia, fue seguidor de los grupos de doo wop, especialmente de Frankie Valli y The Four Seasons. Con quince años, Molina se trasladó a Florida y cantó en un grupo llamado The Enchanters. Cinco años después, su primo Lou le motivó para que fuera a California.

### Danny & The Memories y The Rockets (1962-1968)
Molina es miembro de Crazy Horse desde su formación en 1962 bajo el nombre de Danny & the Memories, un grupo de doo wop formado por Lou Bisbal, Danny Whitten y Billy Talbot. Según Molina: "Recibí una llamada de mi primo Lou, que estaba cantando con Danny y Billy. Me preguntó si quería ir y cantar en Danny & The Memories. Eso fue en 1963". Tras la Invasión británica y el auge de popularidad de The Beatles en Estados Unidos, el grupo dejó de hacer doo wop y pasó a tocar rock. Al respecto, Molina comentó: "Antes de The Beatles, la mayoría de los grupos eran solo grupos vocales. Algunos tenían músicos de respaldo, pero no tocaban. Después de The Beatles, todo el mundo comenzó a tocar instrumentos. Fue cuando Danny cogió la guitarra y dijo: "Billy, tú tocas el bajo. Ralph, tú tocas la batería". Desde luego, yo tenía más ritmo que Billy y Danny juntos".
El grupo se trasladó a Los Ángeles (California), donde evolucionó hacia una música psicodélica y se rebautizó como The Rockets, con los hermanos George y Leon Whitseel como guitarristas y Bobby Notkoff como violinista. Según Molina: "Solíamos tocar todo el día en el garaje con la puerta abierta. Podías hacer eso en aquellos tiempos, de modo que procedemos musicalmente de eso". En la ciudad, el grupo coincidió con Neil Young, que había abandonado recientemente el grupo Buffalo Springfield. Al respecto, Molina comentó: "Solía venir a la casa de Billy y tocaba y cantaba con nosotros. Estaba buscando una sección rítmica, y fuimos Billy, Danny y yo".

### Crazy Horse y muerte de Danny Whitten (1970-1974)

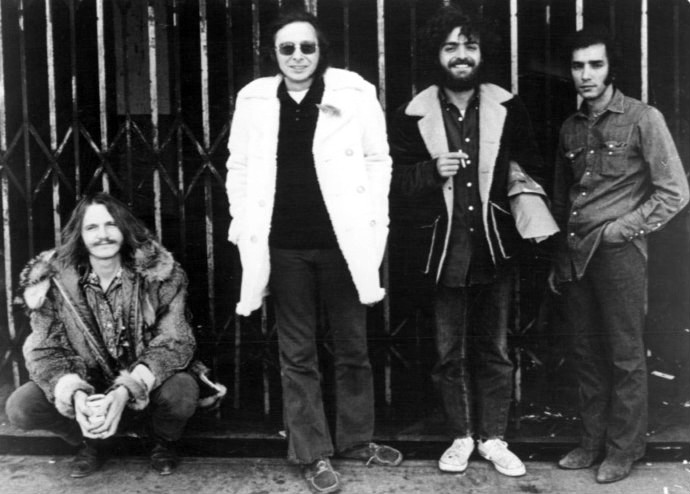
Crazy Horse en 1972. De izquierda a derecha: Whitten, Nitzsche, Talbot y Molina.

Talbot, Whitten y Molina participaron en las sesiones de grabación de Everybody Knows This Is Nowhere, el primer álbum acreditado a Neil Young y Crazy Horse. Desde 1969, Molina ha tocado con Crazy Horse en más de una veintena de trabajos de estudio, como batería del grupo y respaldando a Neil Young en álbumes acreditados a Crazy Horse y en otras sesiones de estudio. 
En 1971, mientras Young grababa con Crosby, Stills & Nash y emprendía varios proyectos en solitario, Crazy Horse firmó un contrato discográfico con Reprise Records y publicó Crazy Horse, un primer álbum que contó con la colaboración de Nils Lofgren y de Jack Nitzsche y con composiciones de Whitten. Sin embargo, la adición a la heroína de Whitten dificultó mucho el trabajo dentro del grupo. Según Molina: "Era difícil porque Danny estaba con la heroína. Quiero decir que cantaba y tocaba genial, pero era difícil porque había momentos en que no podía afinar su guitarra y Nils tenía que hacerlo por él. A veces estaba tan desafinada que Nils tenía que quitarse los auriculares". Con Talbot y Molina como únicos miembros de la formación original de Crazy Horse, el grupo grabó Loose y At Crooked Lake, dos álbumes en los que Whitten fue sustituido por músicos como George Whitsell, antiguo miembro de The Rockets, debido a la participación de Whitten en los preparativos de una gira de Young. 
La mala preparación de Whitten debido a su drogadicción obligó a Young a sustituirlo por otro guitarrista. De regreso a Los Ángeles, Whitten falleció el 18 de  noviembre de 1972 debido a una sobredosis. Tras un par de años erráticos, en los que Young publicó varios trabajos englobados comúnmente como The Ditch Trilogy, el músico volvió a grabar con Crazy Horse en 1975, con Frank "Poncho" Sampedro como reemplazo de Whitten.

### DeZumaaLife(1975-1989)
La publicación de Zuma (1975) fue seguida de varias canciones publicadas en American Stars 'N Bars (1977), como "Like a Hurricane" y "Homegrown", y en Comes a Time (1978), como "Look Out For My Love" y "Lotta Love". Además, el grupo publicó también Crazy Moon, el primer trabajo tras la muerte de Whitten que incluyó la colaboración de Young. La productividad de Crazy Horse en la década de 1970 se cerró con la publicación de Rust Never Sleeps (1979), elegido disco del año por la revista Rolling Stone.
La década de 1980 comenzó con una nueva colaboración con Young en Re-ac-tor (1980). Sin embargo, el interés de Young en otros géneros musicales y los problemas con Geffen Records relegó a Crazy Horse a un segundo plano. Molina colaboró en varios temas del álbum Trans (1982) y volvió a trabajar con Crazy Horse en unas sesiones organizadas en 1984 y que nunca llegaron a materializarse, debido al interés de Young de introducir una sección de viento. Tres años después, el grupo volvió a trabajar con Young en Life (1987), y publicaron Left for Dead (1989), el último trabajo de estudio del grupo hasta la fecha en el que Talbot y Molina reemplazaron a Sampedro por Matt Piucci. La ausencia de Sampedro fue debida a su participación en la grabación de This Note's for You (1988), un álbum de Young orientado al blues en el que Talbot y Molina fueron reemplazados por otros músicos.

### DeRaggled GloryaPsychedelic Pill(1990 en adelante)
La ruptura de Sampedro y Young con Talbot y Molina duró poco, ya que el grupo volvió a reunirse para grabar Ragged Glory (1990) y salir de gira. Durante los doce años siguientes, Crazy Horse colaboró con mayor frecuencia con Young, con quien grabó Sleeps with Angels (1994), Broken Arrow (1996) y el documental Year of the Horse (1997). En 2000, Crazy Horse grabó con el músico Toast, un álbum inédito hasta la fecha del cual solo una canción, "Goin' Home", fue publicada dos años después en el álbum Are You Passionate?, y respaldó a Young en una nueva gira. 
Tras la publicación en 2003 de Greendale, Crazy Horse estuvo ocho años inactivo, sin coincidir en un estudio de grabación con Young hasta 2012, con la publicación de Americana y Psychedelic Pill. Anteriormente, Molina tocó con Young como batería en varios conciertos de la gira de promoción de Chrome Dreams II entre octubre de 2007 y marzo de 2008.
En 2014 formó Wolves, un nuevo proyecto musical con su compañero de Crazy Horse Billy Talbot, George Whitsell, antiguo miembro de The Rockets, y Ryan James Holzer, miembro de The Billy Talbot Band. El grupo publicó un EP homónimo en 2014.

## Discografía
| Con Neil Young - 1969: Everybody Knows This Is Nowhere - 1970: After the Gold Rush - 1975: Tonight's the Night - 1975: Zuma - 1977: American Stars 'N Bars - 1978: Comes a Time - 1979: Rust Never Sleeps - 1980: Live Rust - 1981: Re-ac-tor - 1982: Trans - 1987: Life - 1990: Ragged Glory - 1991: Weld - 1994: Sleeps with Angels - 1997: Broken Arrow - 1998: Year of the Horse - 2003: Greendale - 2012: Americana - 2012: Psychedelic Pill | Con Crazy Horse - 1971: Crazy Horse - 1972: Loose - 1972: At Crooked Lake - 1978: Crazy Moon - 1989: Left for Dead Con Wolves - 2014: Wolves (EP) |

## Filmografía
- Rust Never Sleeps (1979)
- Neil Young in Berlin (1983)
- Weld (1990)
- The Complex Sessions (1995)
- Year of the Horse (1997)
- Greendale (2003)
- Neil Young Trunk Show (2009)